# Estação Ciência da Universidade de São Paulo
A Estação Ciência é um centro de difusão científica, tecnológica e cultural da Pró-Reitoria de Cultura e Extensão Universitária da Universidade de São Paulo. Está localizada originalmente no distrito da Lapa, na zona oeste da cidade de São Paulo, numa antiga fábrica reformada, contígua ao terminal de ônibus da Lapa, ao Shopping Center Lapa e à estação ferroviária da Companhia Paulista de Trens Metropolitanos. Atualmente, o edifício está fechado e não existe um novo espaço físico para o projeto. 

## História
Foi fundada pelo Conselho Nacional de Desenvolvimento Científico e Tecnológico em 1987 e integrada à universidade em 1990. Em 2006, passaram, por suas instalações, mais de 400 mil visitantes. É um ponto de interesse turístico da cidade de São Paulo. Lá, os visitantes têm a oportunidade de conhecer, através de exposições e experimentos, de forma lúdica e interessante, o que a física, biologia, astronomia, matemática, meteorologia, geografia, urbanismo, geologia, entre outras ciências, têm a ver com o nosso cotidiano. Além disso, o museu promove outras atividades relacionadas à difusão da ciência, como cursos para professores, congressos, conferências, feiras, mostras etc.
O centro, chamado de Estação Ciência, abrigava inúmeros tipos de inovações que garantiam o total entretenimento das escolas que o visitavam. O local era aberto ao público e de diferentes maneiras tinha a capacidade de transmitir conhecimentos científicos e culturais para os visitantes.
O local visava construir, de maneira criativa, um tipo de aprendizado não-formal, cujo método não era relativamente o mesmo ensino utilizado em salas de aula, e dessa maneira poder aproximar um pouco da ciência com o cotidiano das crianças.
A Estação recebeu os prêmios José Reis de Divulgação Ciêntífica e o Premio Latino-Americano de Popularización de la Ciencia y la Tecnologia - RedPOP/Unesco como reconhecimento pelo seu trabalho científico, entre outros.
O prédio da Estação Ciência foi tombado no dia 12 de maio de 2009 pelo Conpresp (Conselho Municipal de Preservação do Patrimônio Histórico, Cultural e Ambiental da Cidade de São Paulo).

## Atualidade
Em maio de 2016, o prédio foi devolvido ao governo de São Paulo, que é seu proprietário. O prédio se encontrava fechado para visitas desde o dia 15 de março de 2013, quando foi decidido que ele seria fechado temporariamente para restauração, reforma e modernização das instalações; fatores como os custos da obra e a situação financeira da Universidade, entretanto, houve a decisão de devolver o prédio para o governo paulista e ele nunca foi reaberto. Tais medidas foram impostas como forma de corte de gastos, porém antes de seu desligamento e durante o período de restauração, as únicas reformas foram: a reforma das calçadas e limpeza das paredes.

O acervo expositivo da Estação Ciência foi transferido para outros espaços da USP, como o Parque CienTec, a Escola de Engenharia de Lorena (EEL), a Escola de Artes, Ciências e Humanidades (EACH) e o Centro de Difusão Científica e Cultural (CDCC). Na mesma época, o professor Eduardo Colli, do IME-USP (Instituto de Matemática e Estatística da Universidade de São Paulo) foi indicado como o novo diretor da Estação.

## Cursos e Atividades
A Pró-Reitoria de Cultura e Extensão Universitária é responsável pelo oferecimento e gerenciamento de cursos e atividades de extensão universitária nas suas mais diversas modalidades, seguindo a regulamentação específica. Esses cursos e as atividades são classificados do seguinte modo:
A Pró-Reitoria de Cultura e Extensão Universitária oferece e gerencia atividades e cursos de extensão universitária em diversas modalidades. Estes seguem a sua regulamentação específica. Os cursos e as atividades são classificados em: educação continuada e pós-Graduação, formação profissional e difusão.

### Educação Continuada e Pós-Graduação
São cursos que envolvem aprendizagem ou prática pós-formação acadêmica. Através do ponto de vista do mercado de trabalho, são esforços necessários ao profissional de extrema importância para que ele consiga acompanhar as mudanças que ocorrem dentro da sua área de atuação.

#### Especialização
O Curso de Especialização é uma modalidade lato sensu. A duração mínima é de 360 horas. Obrigatoriamente, deve ser constituído por um sistema organizado de uma ou mais disciplinas. O objetivo dessas matérias é qualificar profissionais em um determinado campo de conhecimento. O curso é de natureza técnico-profissional, possibilitando aos interessados aprofundar suas competências e seus conhecimentos em uma área determinada. Assim, aprofundando o ensino de graduação.

#### Aperfeiçoamento
O Curso de Aperfeiçoamento tem carga-horária mínima de 180 horas e possui um sistema organizado de uma ou mais disciplinas. É totalmente ministrado somente a alunos graduados. Tem como objetivo aumentar conhecimentos em campos específicos dentro de sua atividade profissional.

#### Atualização
O objetivo do curso é aumentar a quantidade de conhecimento em determinadas disciplinas ou áreas. Tem carga horária mínima de 30 horas e é destinado às pessoas interessadas em interagir com profissionais da área, além de rever e aprimorar suas atividades profissionais. São destinados às pessoas que desejam conhecer novas áreas de atuação ou aumentar conhecimentos em sua área de interesse. Portanto, melhorando sua capacitação profissional.

### Formação Profissional
São atividades que visam aperfeiçoar, desenvolver ou qualificar habilidades específicas de uma profissão. Difere das atividades de “Educação Continuada” por conter caráter totalmente focado na prática. Assim, desenvolve os seus projetos de formação através do treinamento na prática do serviço.

#### Prática Profissionalizante
A Prática Profissionalizante tem como objetivo central aprimorar o exercício da atividade profissional. É destinado aos profissionais da saúde, que vem aumentar seus conhecimentos em determinada área, visando o sistema de reciclagem, para adquirir aprimoramento definido e específico. Aplicado em trabalho profissional em atividade de natureza universitária ou de caráter pessoal.

#### Programa de Atualização
O Programa de Atualização tem como objetivo central desenvolver no participante uma técnica ou um conhecimento em determinada disciplina ou área. É destinado ao público em geral, portanto, não tem exigências de escolaridade mínima.

#### Residência
A Residência tem como objetivo principal a proficiência técnica e o aprofundamento do conhecimento científico através do treinamento em serviço. As Residências em Área Profissional da Saúde são modalidades de pós-graduação lato sensu. Elas foram fundadas pela promulgação da Lei n° 11.129 de 2005. O curso tem carga horária mínima de 5.760 horas. Essas horas são orientadas pelas diretrizes e pelos princípios do Sistema Único de Saúde (SUS), a partir das realidades e das necessidades regionais e locais, e abrangem os profissionais da área da saúde, ou seja: Ciências Biológicas, Biomedicina, Enfermagem, Educação Física, Fisioterapia, Farmácia,  Medicina Veterinária, Fonoaudiologia, Odontologia, Nutrição, Serviço Social, Psicologia, Terapia Ocupacional e Física Médica.
A residência é classifica em duas categorias: 
-Categoria Uniprofissional: curso constituído por 1 profissão da saúde, conforme Resolução CNRMS nº 02 de 2012.
-Categoria Multiprofissional: curso constituído por ao menos 03 profissões da saúde.

### Difusão
Com carga horária mínima de quatro (4) horas o curso de difusão é uma atividade que tem como objetivo principal a divulgação cultural, artística, técnica, científica, desportiva ou tecnológica. Não exige nenhum tipo de escolaridade mínima e é destinado a todo tipo de público.